# Karatuzszkojei járás
A Karatuzszkojei járás (oroszul: Каратузский район) Oroszország egyik járása a Krasznojarszki határterületen. Székhelye Karatuzszkoje.

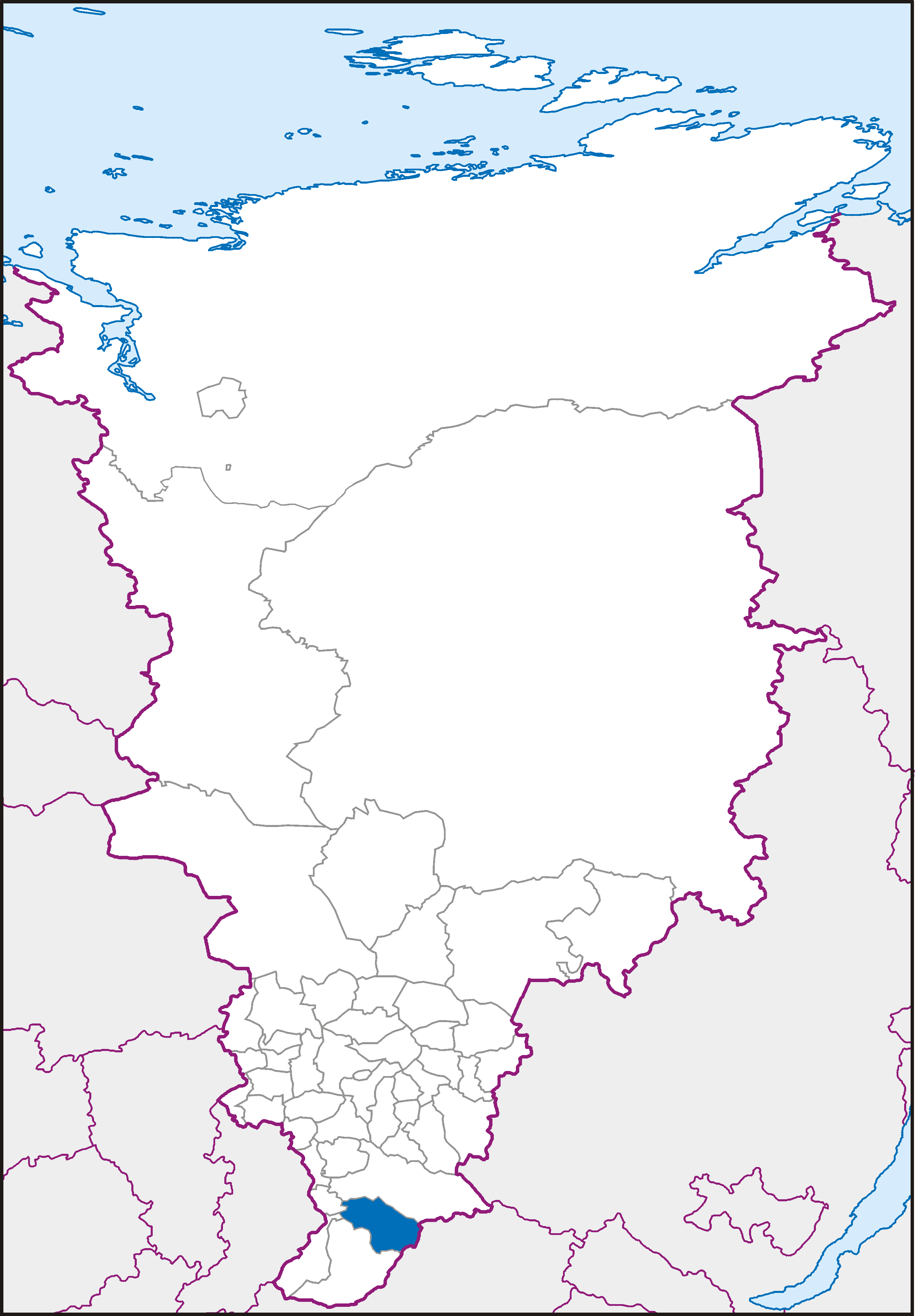
A Karatuzszkojei járás a Krasznojarszki határterületen

## Népesség
- 1989-ben 19 923 lakosa volt.
- 2002-ben 18 795 lakosa volt.
- 2010-ben 16 032 lakosa volt.